# Lilla Laxtjärnen (Nås socken, Dalarna)
Lilla Laxtjärnen är en sjö i Vansbro kommun i Dalarna och ingår i Dalälvens huvudavrinningsområde.